# 拉布里
拉布里（法語：Labry，法語發音：[labʁi]）是法国默尔特-摩泽尔省的一个市镇，位于该省中部，属于布里埃区。

## 地理
拉布里（49°10'21"N, 5°52'52"E）面积5.95 平方千米，位于法国大東部大區默尔特-摩泽尔省，该省份为法国东北部内陆省份，是洛林的一部分，北邻比利时、卢森堡，北起顺时针与摩泽尔省、下莱茵省、孚日省和默兹省接壤。
与拉布里接壤的市镇（或旧市镇、城区）包括：阿贝维尔莱孔夫朗、孔夫朗昂雅尼西、日罗蒙、阿特里兹、雅尼、瓦勒德布里埃。

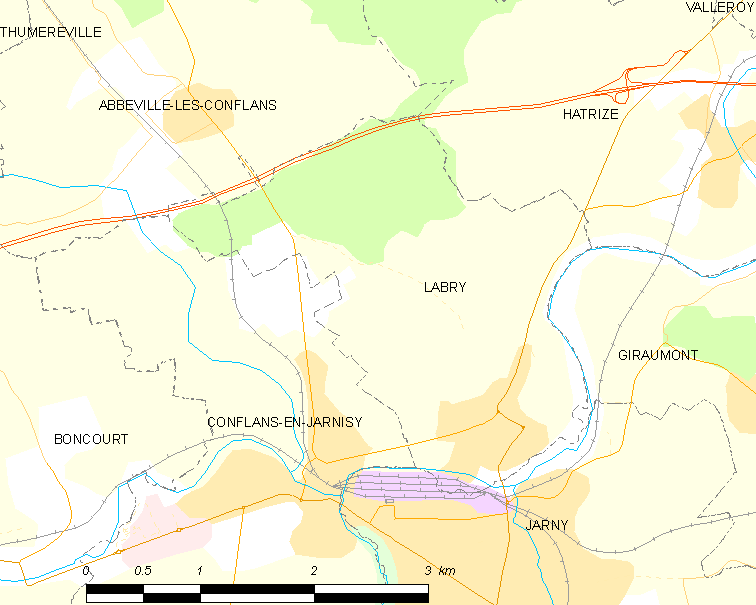
拉布里的OSM定位图

拉布里的时区为UTC+01:00、UTC+02:00（夏令时）。

## 行政
拉布里的邮政编码为54800，INSEE市镇编码为54286。

## 政治
拉布里所属的省级选区为雅尼县。

## 人口

1962-2008年间拉布里人口变化图示

拉布里于2022年1月1日时的人口数量为1564人。